# میدان کنکورد
میدان کنکورد (به فرانسوی: Place de la Concorde) از میدان‌های مشهور شهر پاریس است و در انتهای شرقی خیابان شانز الیزه قرار گرفته است و یکی از اعیان نشین‌ترین محله‌های پاریس محسوب می‌شود.
در گذشته این میدان به نام لوئی پانزدهم نامیده می‌شد. در طول انقلاب اول فرانسه و در دوره معروف به ترور دستگاه مشهور گیوتین در این میدان نصب شده بود. سر بسیاری از رجال آن دوره فرانسه نظیر آنتوان لاوازیه کاشف اکسیژن، لوئی شانزدهم و ماری آنتوانت در این میدان به زیر گیوتین رفت.
در این میدان و در حاشیه خیابان رویال ساختمان وزارت دریاداری فرانسه، هتل کریلیون و سفارت ایالات متحده قرار دارد. در سوی دیگر میدان باغ تویلری که به موزه لوور منتهی می‌شود قرار گرفته است.

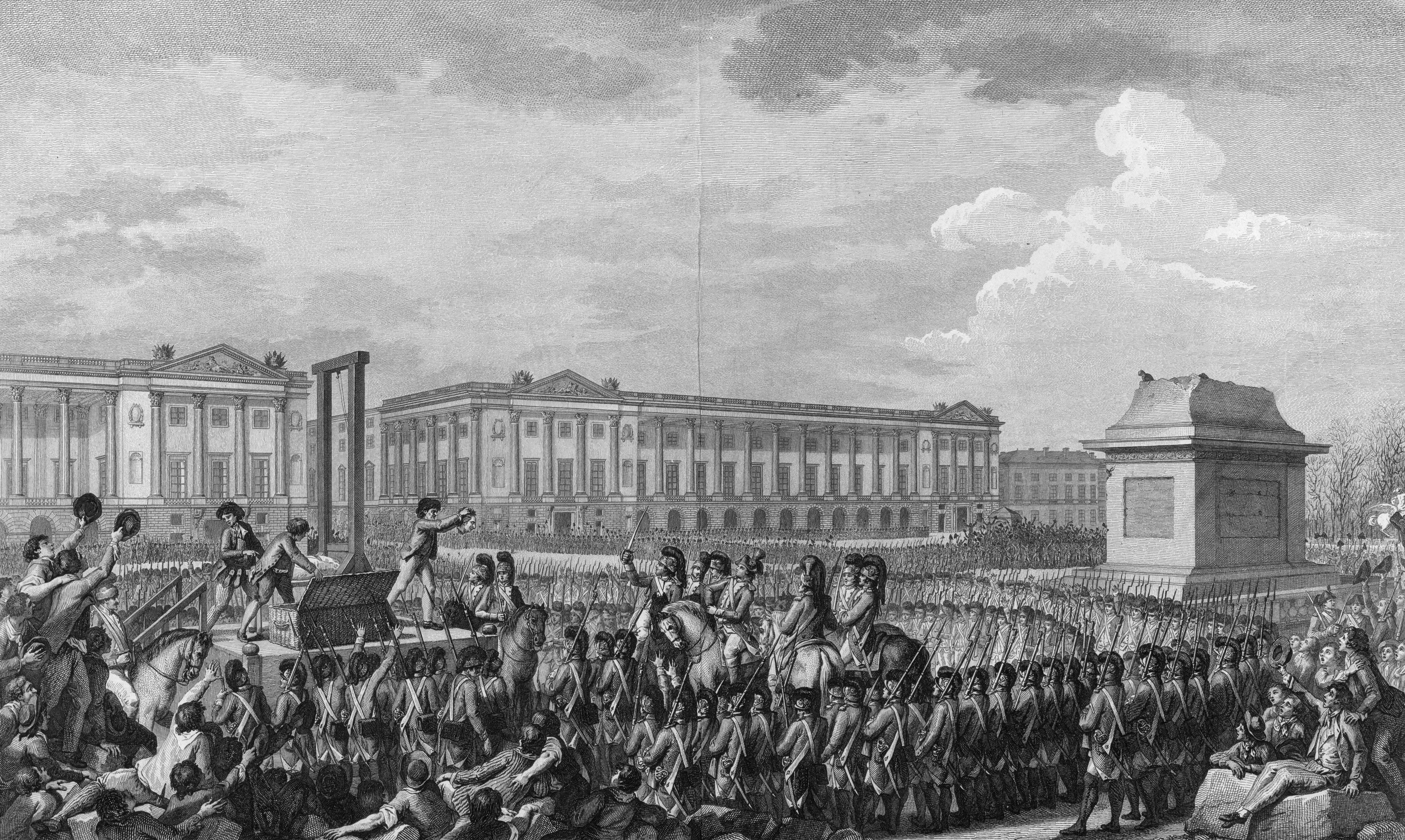
میدان کنکورد، محل گردن‌زده شدن لوئی شانزدهم، پادشاه و ماری آنتوانت ملکه فرانسه بود.

یکی از اضلاع میدان کنکورد به میدان دیگری به نام وندوم متصل است در این میدان نیز هتل‌های مجلل ریتز و وندوم و تعداد بسیار زیادی جواهرفروشی مجلل و معروف قرار دارد. علاوه بر این در این دو میدان سالن‌های مد بسیاری از معروف‌ترین طراحان لباس دنیا و شرکت‌های مشهور مُد قرار دارند.
در مرکز این میدان ستون تاریخی ابلیسک قرار دارد. این ستون از سوی والی مصر، محمدعلی پاشا به فرانسه هدیه شده است. قدمت این ستون به دوره رامسس دوم می‌رسد و قدیمی‌ترین اثر موجود در فضای شهری پاریس است.
فواره‌های مشهور میدان کنکورد در کنار ستون تاریخی ابلیسک قرار دارد.

## نگارخانه

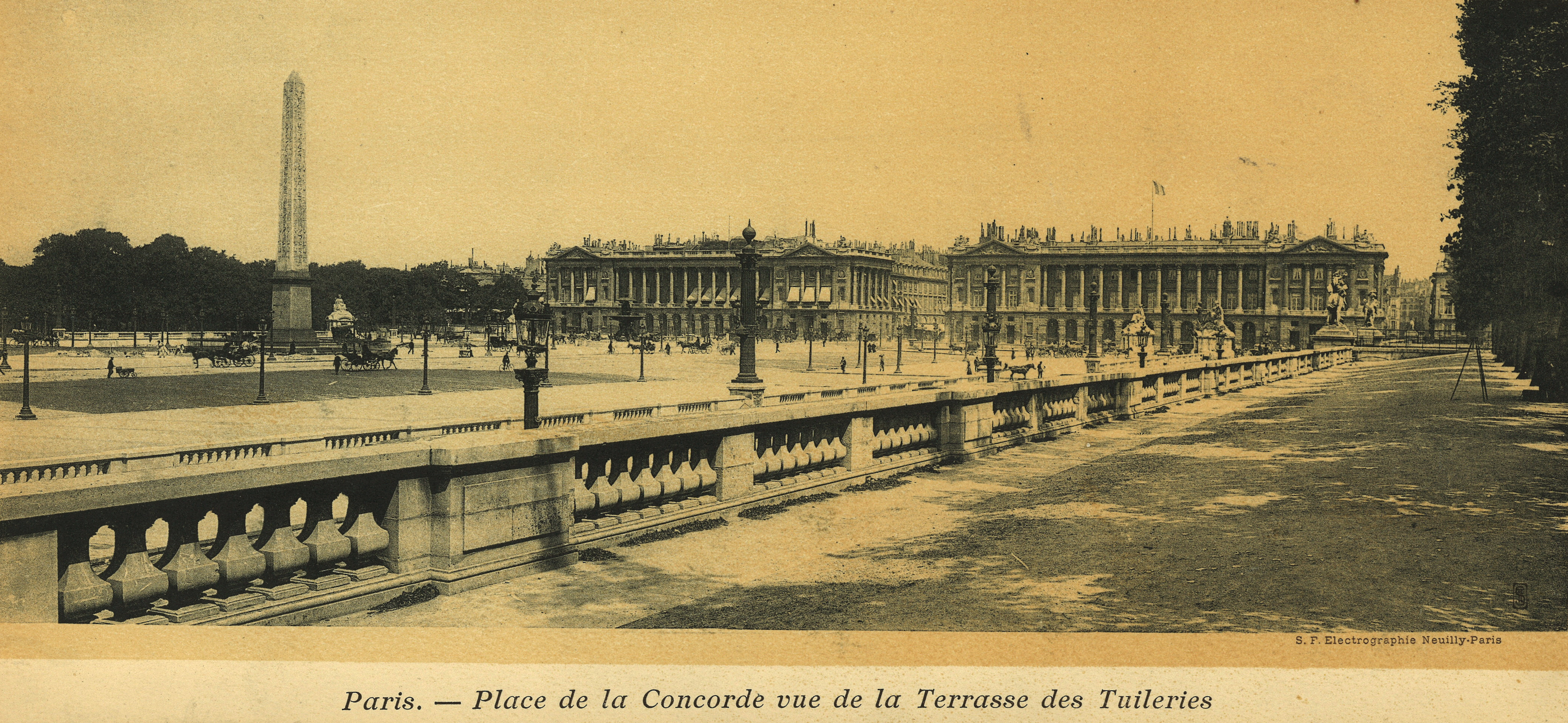
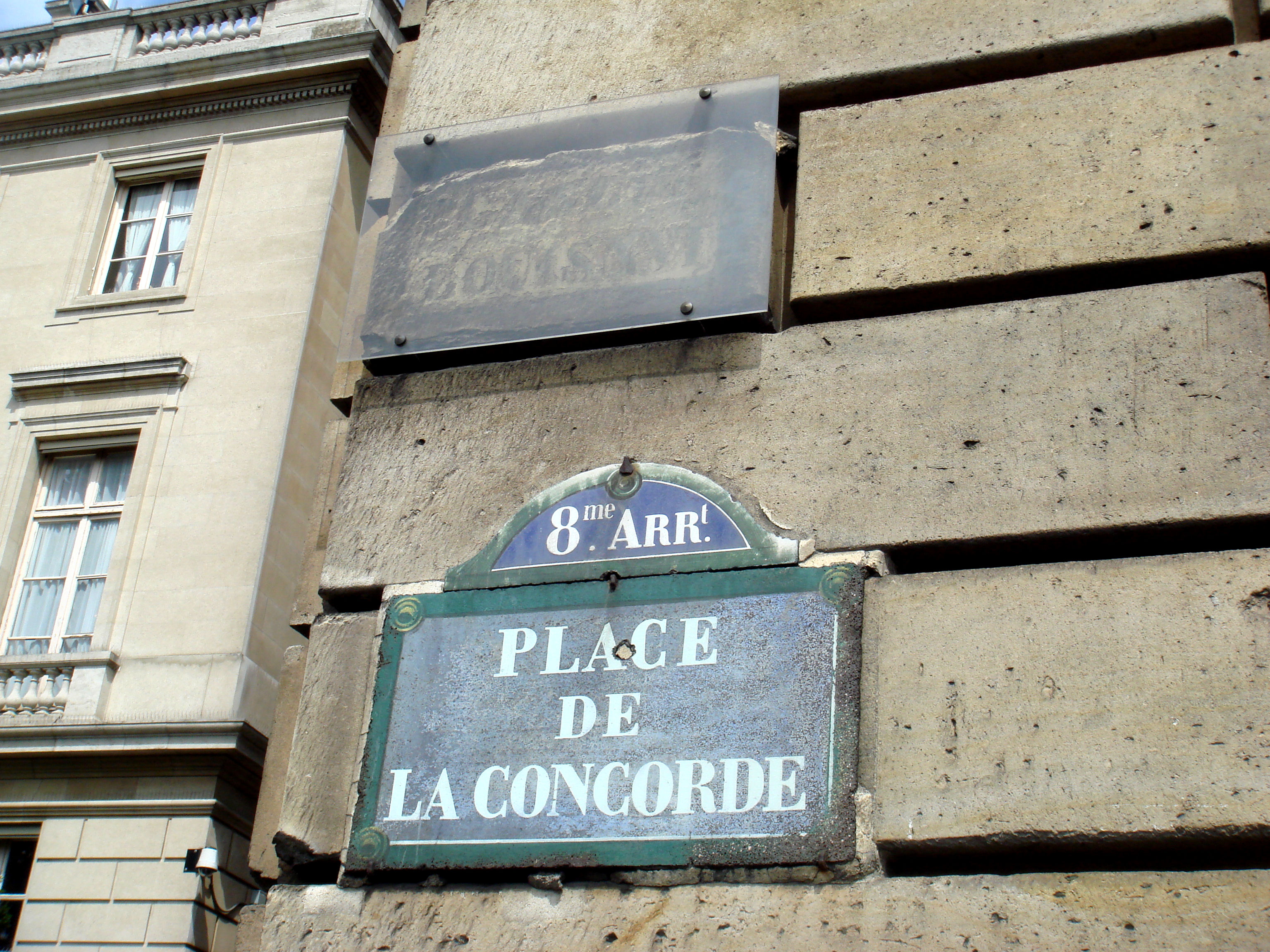
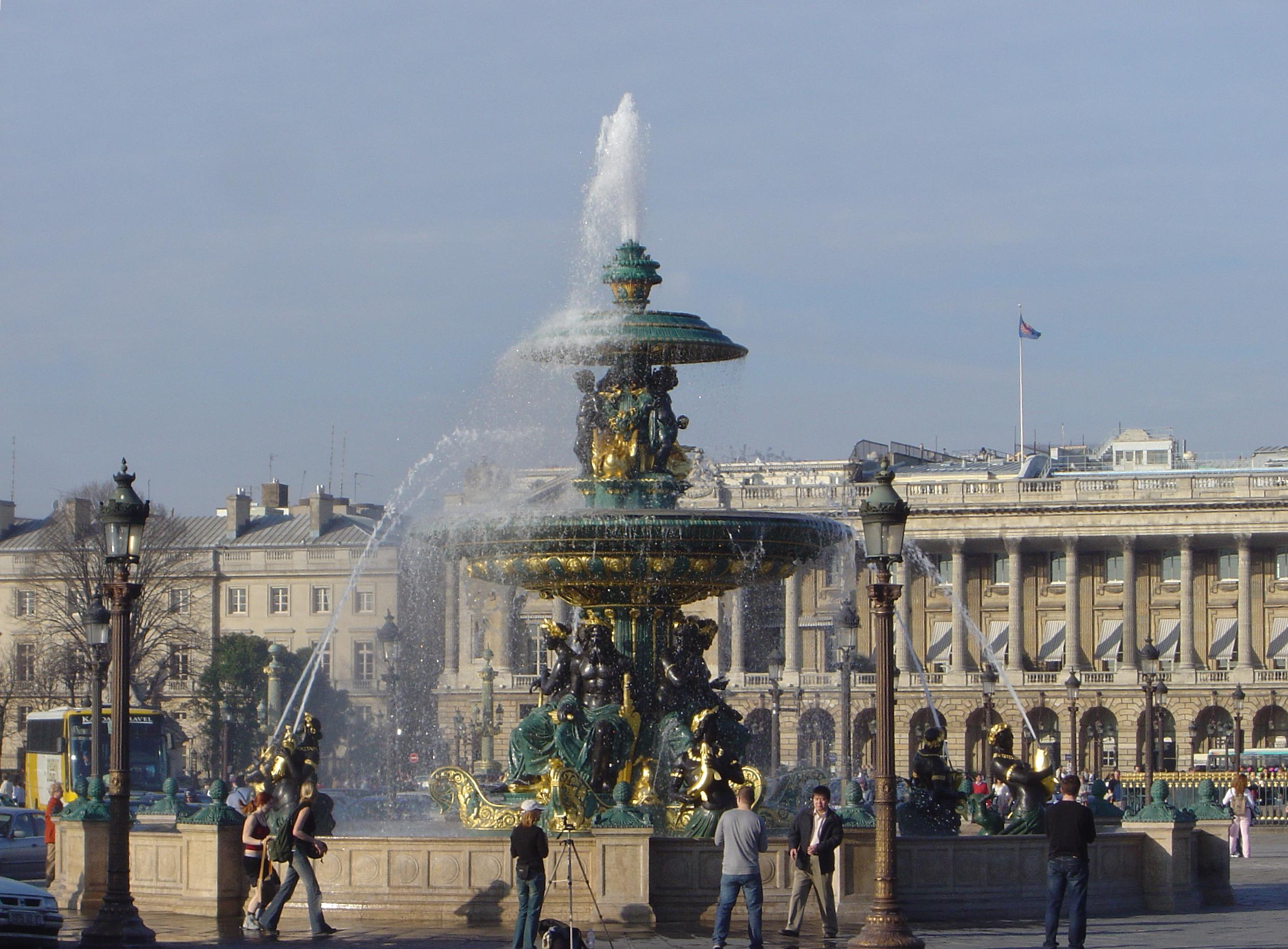
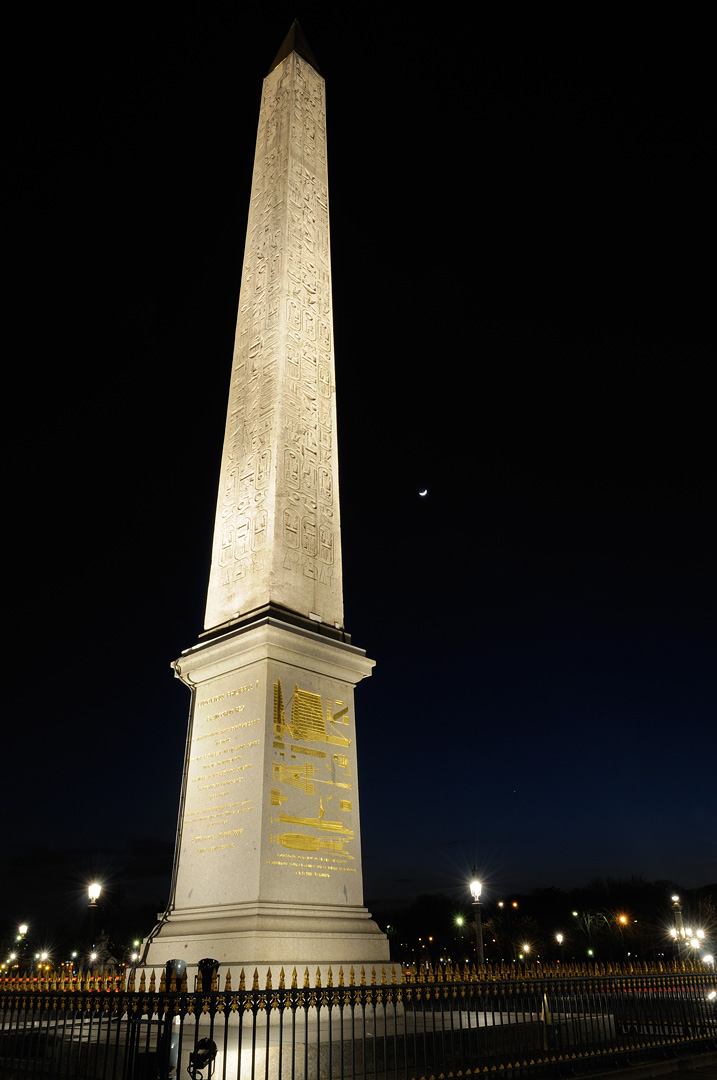